# Református templom (Szinpetri)
A késő barokk stílusú szinpetri református templom (3761 Szinpetri, Dózsa György út 65.; hrsz.: 56) a főutcán, a falu közepe táján áll. Műemlék. Műemlékvédelmi törzsszáma: 1013, KÖH azonosító száma: 3207. GPS koordinátái: N 48° 29,030' E 20° 37,385' (Műemlékem).

## Története
1595-ben már volt református temploma, de ennek további sorsa ismeretlen (Szinpetri.hu).
1758-ban egy fatornyos református temploma volt a falunak, valószínűleg gazdagon díszített, zöld alapszínű mennyezettel és padokkal. Ez a templom 1791-ben leégett, és berendezéséből csak egy 21 cm * 30 cm-es faládika maradt meg, 1773-as dátummal. Feltételezik (Református), hogy a templom díszítése a ládikáéhoz hasonló lehetett.
A jelenlegi templom a leégett helyén, 1792–ben épült, a tornya 1793-ban.
1877 előtt egy tűzvész ezt az egész épületet is elhamvasztotta, ezért 1877-78-ban újjáépítették (Tiszáninneni). Ekkor készült el a torony díszes sisakja (Szinpetri); ezzel a torony magassága 25 m-re nőtt (Tiszáninneni).

## Az épület
Az egyhajós épület belső mérete 9 m * 17 m.
Órapárkányos, magas sisakú tornya a nyugati homlokzat (főhomlokzat) síkjában áll. Ezt a homlokzatot vízszintesen négy széles pilaszter tagolja, függőlegesen pedig a hangsúlyosan kiképzett párkányok. A fél-oromfalak szélén egy-egy csúcsos dísz egészíti ki a homlokzatot (Hadobás, 2003).

## Berendezése
Egységesen barnára mázolt bútorzata:
- szószék, aminek koronáját fűrészelt díszek ékítik,
- padok,
- két karzat,
- kazettás fa mennyezet

jó színvonalú asztalosmunka (Hadobás, 2003).
A földszinten és a két karzaton összesen 250 ülőhely van (Szinpetri).
A toronyban két harang van:
- A 200 kg-os (70 cm-es) harangot a Bp-i Hm készítette, felirata: „Készült az Amerikába vándorolt református hívek áldozat–készségéből az 1922. évben.”
- A 80 kg-os (45 cm-es) harang felirata: „A reformata Gálospetri eccl. öntette maga költségével, a cseppeli harangöntővel, 1734.”

## Környezete
A templomkertet gondozzák; állapota jó (Műemlékem).

## Hitélet
A parókia a Dózsa György u. 63-ban van.
Esküvőket egész évben tartanak (Nagyvőfély.hu).